# Marie-Anne Isler-Béguin
Marie-Anne Isler-Béguin este un om politic francez, membru al Parlamentului European în perioada 1999-2004 și în perioada 2004-2009 din partea Franței. 
1. 1 2  French National Directory of Representatives, 9 April 2019[*] Verificați valoarea |titlelink= (ajutor)
2. 1 2 3  Deputații în Parlamentul European